# Lost in Blue
Lost in Blue ist ein japanisches Videospiel des japanischen Herstellers Konami aus dem Jahr 2005, das exklusiv für den Nintendo DS veröffentlicht wurde. Es bildet die Fortsetzung der Survival-Kids-Reihe.
Der Spieler steckt dabei in der Rolle zweier junger Menschen, die auf einer einsamen Insel gestrandet sind und nun fortan um ihr Überleben kämpfen müssen. Dabei gilt es, die Bedürfnisse wie Grundnahrungsmittel zu beschaffen und sich Materialien zum Bauen von Werkzeugen und Gegenständen zu suchen. Auch das Herstellen von Speeren zum Fangen von Fischen und das Aufstellen von Fallen gehört zu überlebenswichtigen Maßnahmen zum Stillen des Hungers. Des Weiteren muss ein Weg aus dieser misslichen Lage gefunden, um gerettet zu werden und die Insel wieder verlassen zu können. Der Nachfolger ist Lost in Blue 2.

## Handlung
Keith ist ein abenteuerlustiger, aber unentschlossener, sportlicher Jugendlicher, der immer bereit ist, anderen zu helfen, und daher sich selbst und das Lernen vernachlässigt. Er macht sich in den Sommerferien auf eine lange Schiffsreise und gerät dabei in einen gefährlichen Sturm, bei dem das Schiff kentert und Keith über Bord gespült wird. Am nächsten Morgen wacht er an einem einsamen Strand einer riesigen und verlassenen Insel auf. Er fragt sich ganz aufgeregt, wo er wohl sein mag und wie er nur wieder nach Hause kommen könnte. Keith versucht erst einmal etwas Essbares zu finden, denn er hat einen Bärenhunger und sein Magen knurrt schon mächtig. Er macht sich auf die Suche nach Nahrung und findet am Strand Früchte und Muscheln. Als er weiter ins Innere der Insel vordringt, findet er Holz und eine leere Höhle, wo er sich ausruhen und etwas essen kann. Sogleich baut er sich einen Feueranzünder, um ein Feuer zu entfachen, damit er seine Sachen trocknen und sich wieder aufwärmen kann.
Am nächsten Morgen macht sich Keith auf die Suche, um die Insel zu erforschen und seinen Hunger zu stillen. Dabei trifft er auf ein junges Mädchen namens Skye, welches ebenfalls auf der Insel gestrandet zu sein scheint, und bringt sie zu der Höhle, um sie aufzuwärmen und ihr etwas Nahrung und Wasser zu verschaffen. Sie berichten sich gegenseitig, wie sie in diese missliche Lage gekommen sind, und Keith macht ihr Mut, um sie zu beruhigen.
Von nun an müssen die beiden um ihr Überleben in einer fremden Welt kämpfen und versuchen, einen positiven Sinn aus dieser schicksalhaften Begegnung zu ziehen, um wieder von dieser Insel zu entkommen und nach Hause zu gelangen.

## Charaktere
- Keith: Ein lebenslustiger und hilfsbereiter 18-jähriger junger Mann, der Abenteuer erleben will und immer freundlich zu anderen ist und wie jeder typische Jugendliche niemals ohne sein Handy aus dem Haus geht.

- Skye: Ein vernünftiges und anständig denkendes 17-jähriges Mädchen, welches sich sehr viele Sorgen um ihre Zukunft macht und sehr fleißig ist. Sie ist kurzsichtig und braucht daher eine Brille, aber sie hat schriftstellerisches Talent, handwerkliches Geschick und Erfindergeist.

## Besonderheiten und Gameplay
- Lost in Blue ist ein Survival Adventure, welches die innovativen Bedienfunktionen des Nintendo DS voll auszunutzen weiß. So kann man beispielsweise mit dem eingebauten Mikrofon Feuer entfachen und mit dem Touchscreen Gegenstände und Nahrungsmittel ausgraben.
- Des Weiteren ist es möglich, Werkzeuge und Waffen herzustellen, um Tiere zu fangen, oder Möbel für die Höhle zu bauen, um den Aufenthalt auf der Insel erträglicher zu gestalten.
- Im Spiel hat jede Handlung des Spielers Einfluss auf den weiteren Ablauf des Spiels und kann im Extremfall durch situationsbedingte Fehler zum schnellen Tod der Spielfiguren führen.
- Das Spiel hat einen sehr hohen Schwierigkeitsgrad und setzt viel Geduld und Ausdauer voraus, um die überlebensnotwendigen Aufgaben meistern zu können.
- Mehrere Spielenden, die durch das jeweilige Spielverhalten des Spielers entstehen, sorgen für viel Abwechslung und einen brauchbaren Wiederspielwert.

## Nachfolger
- Lost in Blue 2 (2007)
- Lost in Blue 3 (auch Survival Kids: The Big Secret of the Small Island, 2007)
- Lost in Blue: Shipwrecked (für Wii)